# Jan Baptysta Tęczyński
Jan Baptysta Tęczyński, född 1540, död 1563, var en polsk adelsman. Han var son till Stanisław Tęczyński, kastellan av Lwów och vojvod av Kraków.
Tęczyński kom 1561 till Sverige för fredsunderhandlingar och blev då bekant med Gustav Vasas dotter Cecilia. Han återvände till Stockholm 1562 för att förlova sig med henne, men blev på vägen tillfångatagen av danskarna och förd till Köpenhamn, där han dog i fängelset. Julian Ursyn Niemcewicz skrev om honom romanen "Jan Z Tęczyń" (1825; tysk översättning 1827).